# Gülich (Adelsgeschlecht)

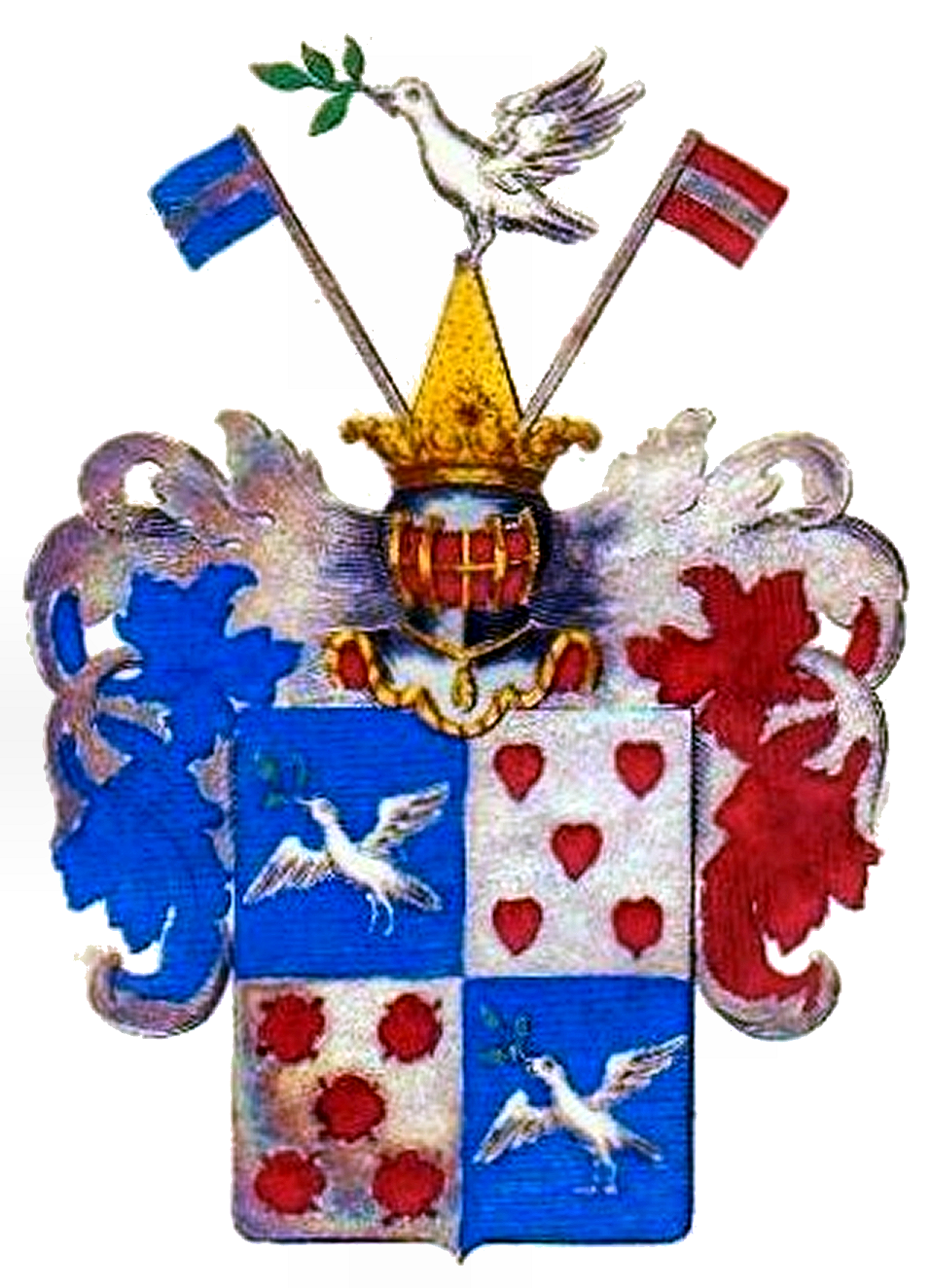
Wappen (1799) derer von Gülich

Gülich (auch: Güllich) ist der Name eines ursprünglichen Osnabrücker Stadtgeschlechts und späteren deutschen Adelsgeschlechts.

## Geschichte
Die sichere Stammreihe des Osnabrücker Stadtgeschlechts beginnt mit dem Ratsherren und Kaufmann Franz Bonnen genannt von Gülich (1547–1614). Die Juristenfamilie Gülich war über Generationen mit dem Reichskammergericht verbunden. Johann Philipp Gottfried von Gülich (1729–1801), Dr. jur. und als Geheimrat und Hofrat mehrerer Fürsten und Reichsstände Prokurator am Reichskammergericht in Wetzlar, wurde am 19. März 1799 von Kaiser Ferdinand II. in den Reichsadelsstand erhoben. Sein Sohn, der Kanzleidirektor in Rostock Philipp Jacob von Gülich (1777–1843) wurde 1823 in die mecklenburgischen Ritterschaft rezipiert. Von dessen vier Kindern besaß ein Sohn 1854 das Rittergut Klonia im Kreis Konitz, dann Kloden im Kreis Karthaus. Eine Tochter, Caroline Wîlhelmine Ida von Gülich, wurde am 25. November 1823 in das Einschschreibebuch des Klosters Dobbertin 1696–1918 zur Aufnahme in das dortige Damenstift eingetragen. 
Die Erhebung in den preußischen Adelsstand erfolgte am 23. November 1903 in Potsdam; das entsprechende Diplom wurde am 1. Juni 1904 Berlin für die Brüder Ferdinand (1871–1970) und Alfred (1883–1915), preußischer Hauptmann und Batteriechef im Reserve-Feldartillerie-Regiment Nr. 19, ausgestellt.

## Angehörige
- Philipp Jacob von Gülich (1777–1843), deutscher Jurist
- Friedrich von Gülich (1820–1903), preußischer Diplomat
- Gustav von Gülich (1791–1847), deutscher Landwirt, Nationalökonom und Unternehmer
- Ferdinand von Gülich (1871–1970), deutscher Diplomat

## Wappen
- Blasonierung des Stammwappens: Im Schild eine linksabwärts fliegende Taube, ein Kleeblatt im Schnabel. Auf dem Helm ein Eichenzweig mit fünf Blättern.[5]
- Blasonierung des Hannoveraner Wappens: In Blau auf silbernen Wellen schwimmend, aus dem rechten Schildrand hervorgehend, eine goldene Arche Noah, gegen welche vom linken Obereck her schräg abwärts eine silberne Taube mit grünem Ölzweig im Schnabel fliegt. Auf dem gekrönten Helm ein offener blauer Flug, dazwischen die Taube. Die Helmdecken sind blau-golden und blau-silbern.[6]
- Blasonierung (1799): Quadriert; 1 und 4 in Blau eine rechtsgewandte auffliegende rot–bewehrte silberne Taube mit einem grünen Ölzweig im Schnabel. 2 in Silber vier ins Andreaskreuz gestellte rote Herzen; 3 in Silber vier ins Andreaskreuz gestellte rote Rosen. Auf dem gekrönten Helm mit rechts silber-blauen, links silber-roten Decken, ein abgestumpfter Kegel, rechts mit einer blauen Fahne belegt mit silbernem Balken, links mit einer roten Fahne belegt mit silbernem Balken, beide an silbernen Stielen, auswärtsgekehrt, darauf die Taube sitzend.
- Blasonierung (1904): In Blau eine über bewegtem silbernen Wasser fliegende rotbewehrte silberne Taube mit einem dreiblättrigen grünen Ölzweig im Schnabel. Auf dem gekrönten Helm mit blau-silbernen Decken zwischen einem offenen blauen Flug die Taube stehend.[4]

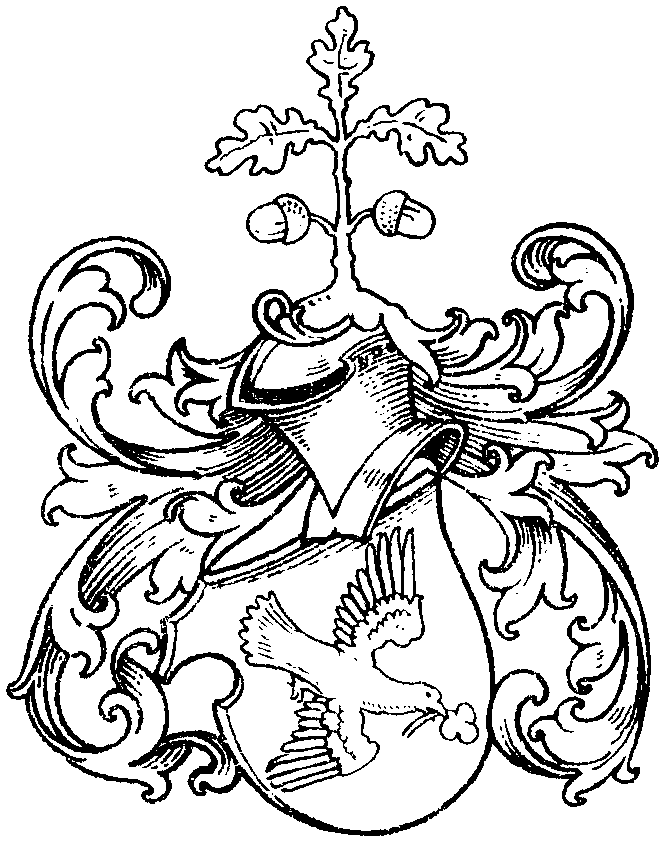
Stammwappen (Osnabrück)
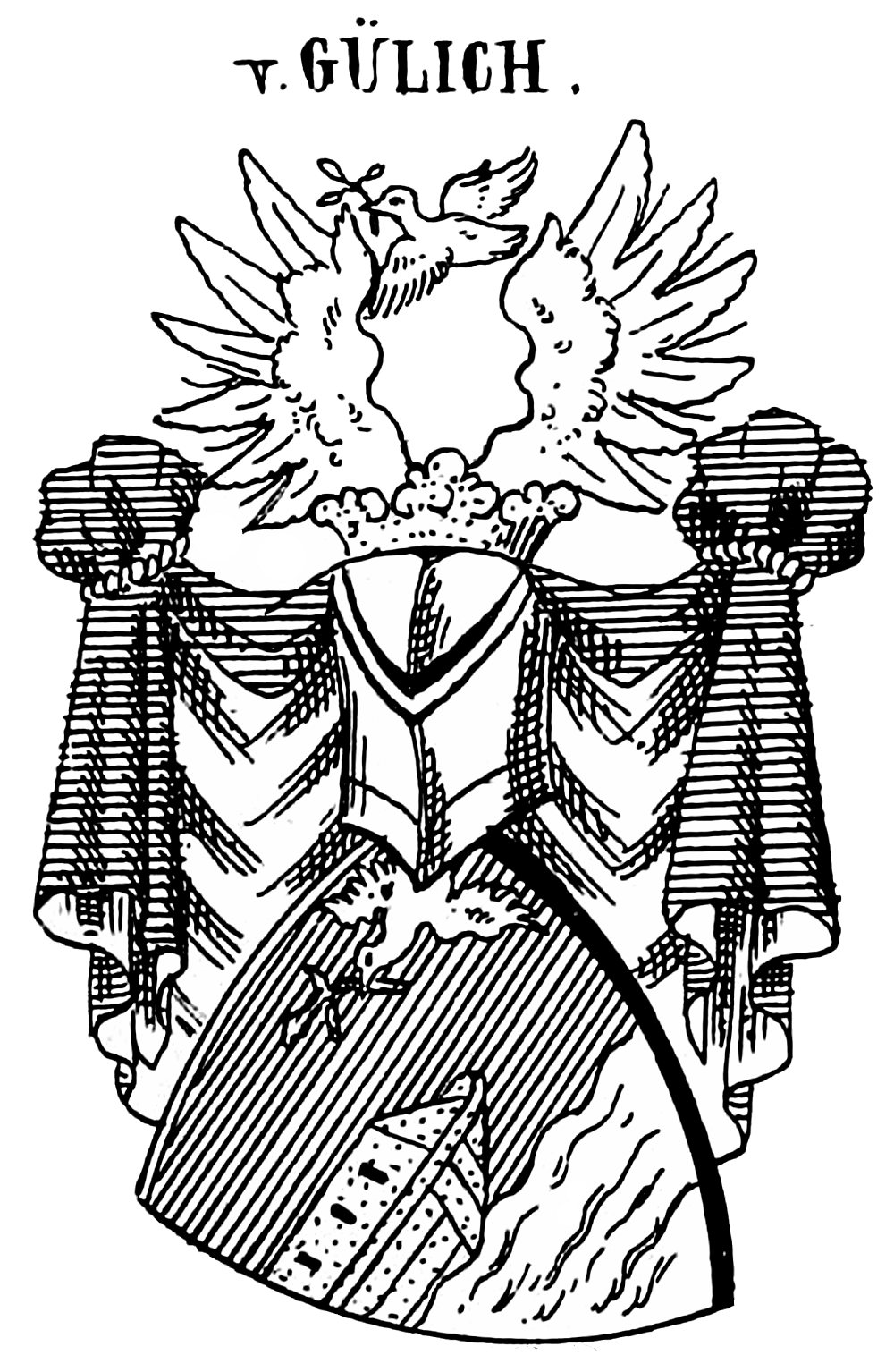
Hannover
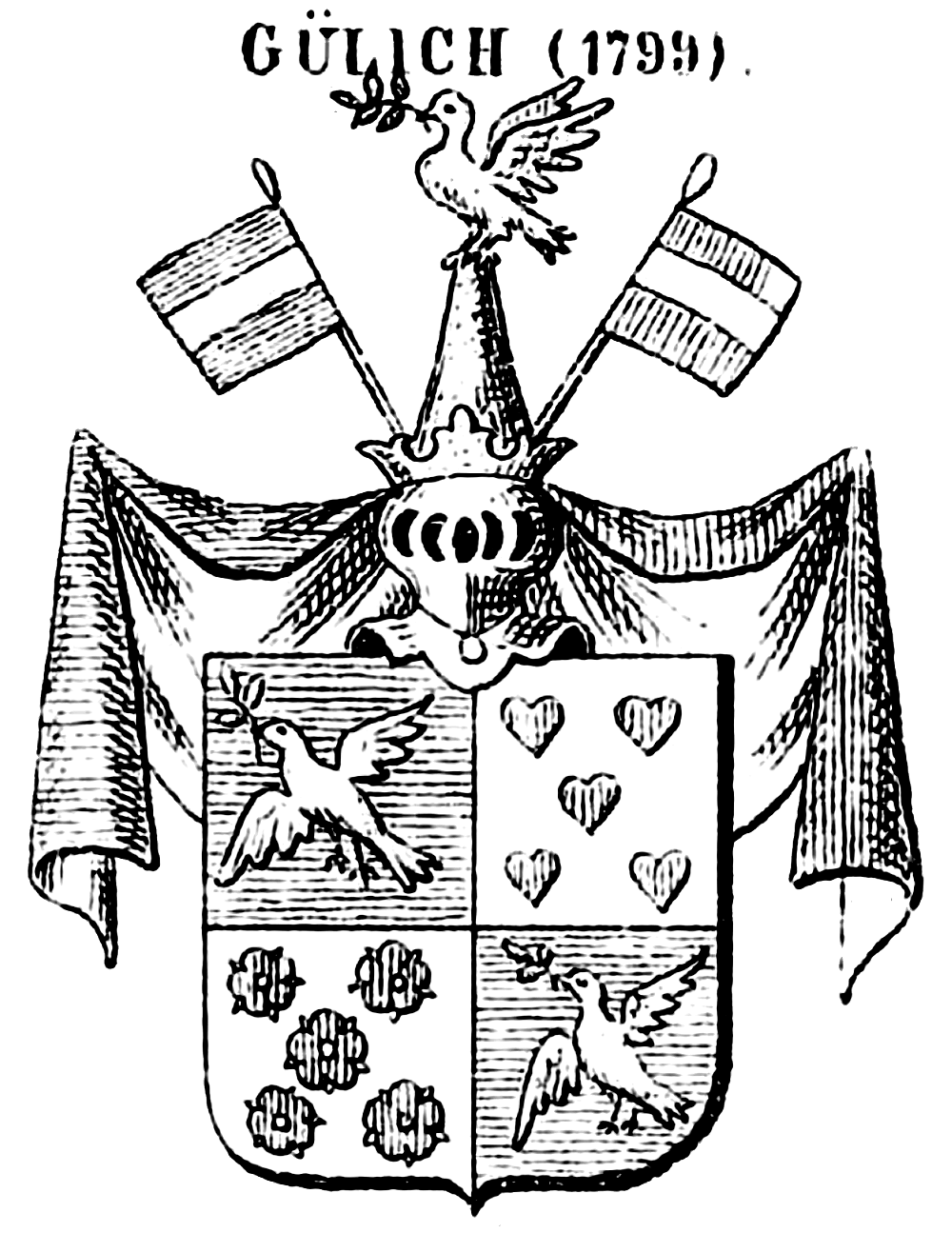
Preußen
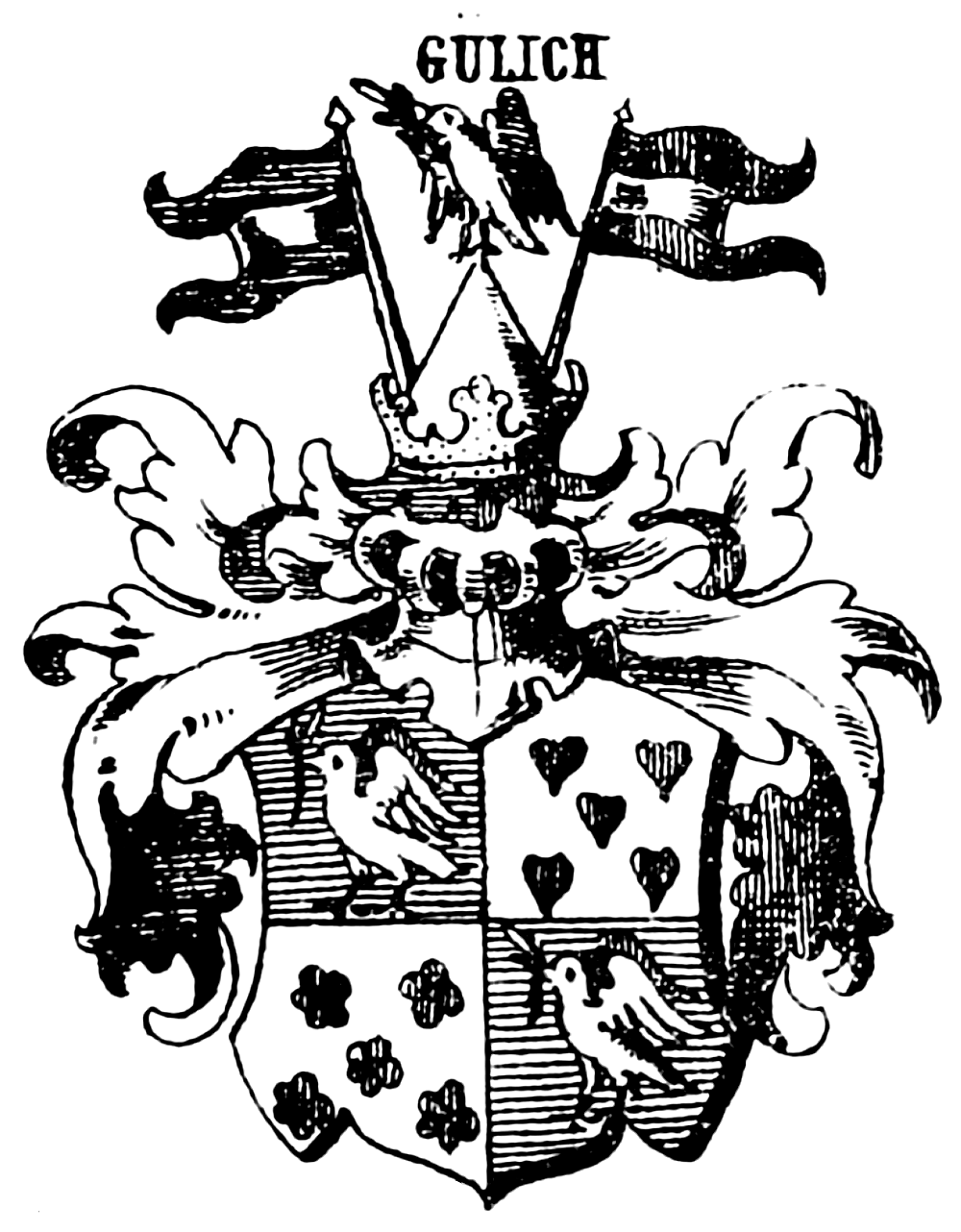
Mecklenburg